# Черняки (Московская область)
Черняки — деревня в Можайском районе Московской области в составе сельского поселения Бородинское. Численность постоянного населения по Всероссийской переписи 2010 года — 8 человек. До 2006 года Черняки входили в состав Синичинского сельского округа.
Деревня расположена в северо-западной части района, примерно в 25 км к северо-западу от Можайска, на южном берегу Можайского водохранилища, на левом берегу реки Лусянка, высота центра над уровнем моря 189 м. Ближайшие населённые пункты — Подсосенье на противоположном берегу реки, Поминово и Фалилеево в 0,7 км южнее.